# غاستون أكوريو
غاستون أكوريو جاراميلو (من مواليد 30 أكتوبر 1967) طاهي بيروفي، يمتلك العديد من المطاعم في بلدان متعددة وهو مؤلف لعدة كتب. في بيرو ، يستضيف برنامجه التلفزيوني الخاص ويساهم في عدد قليل من مجلات الطهي، حصل عام 2018 على جائزة أكوريو على جائزة الإنجاز مدى الحياة.